# David Haro

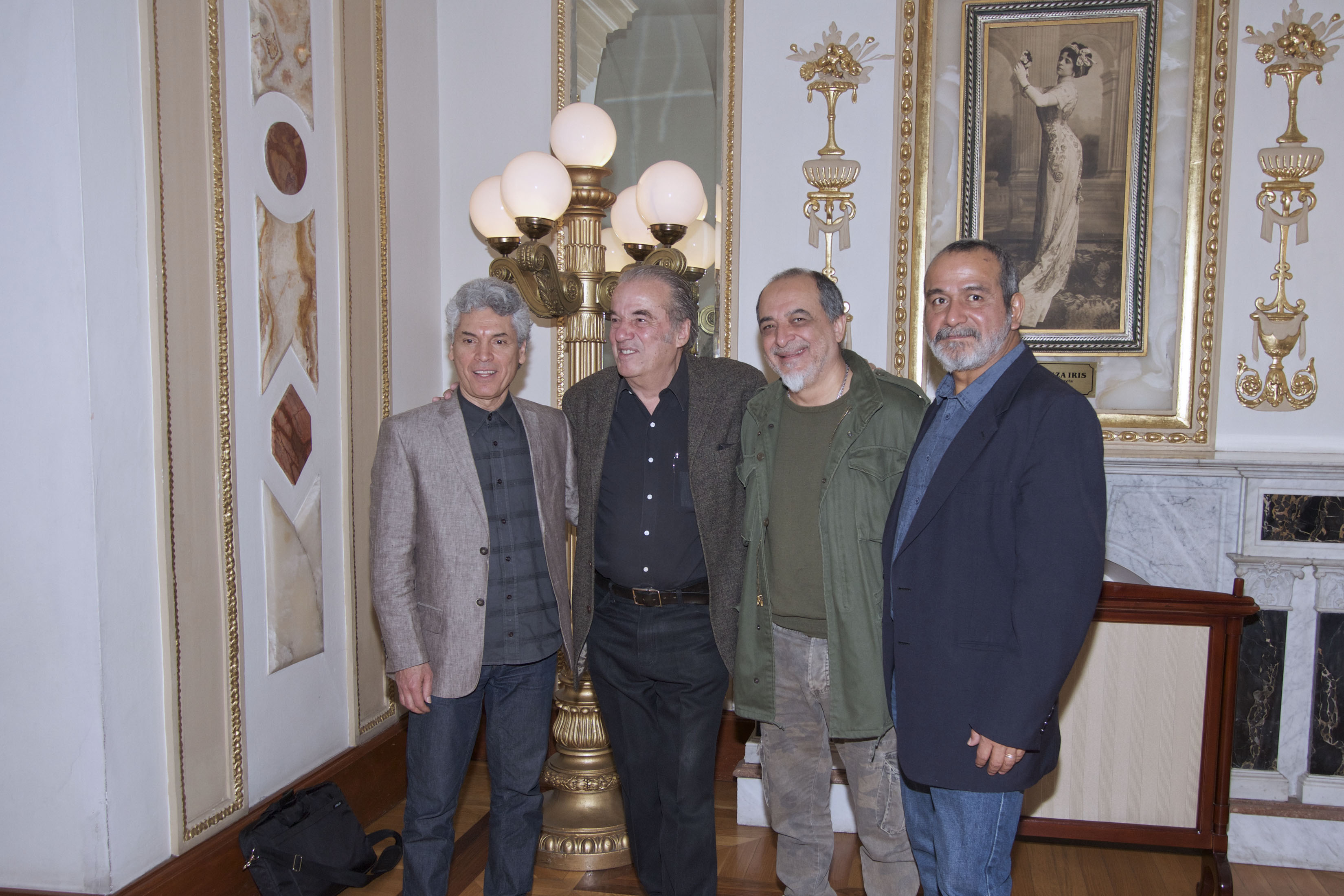
David Haro (extrema izquierda) junto a Óscar Chávez, Jaime López y Rafael Mendoza.

David Haro (n. 29 de diciembre de 1951) es el nombre con el cual se conoce al cantautor y guitarrista mexicano José David Haro Nava. Se lo considera uno de los representantes de la trova latinoamericana, con un estilo que recibe una gran influencia de la música regional veracruzana, en especial de la costeña.

## Biografía
Nació el 29 de diciembre de 1951, en Jáltipan de Morelos, Veracruz. Ha grabado varios discos, en ocasiones colaboró con otros artistas del medio como Maylo, Jorge Moreno y Luis Ramón Bustos
En 1975 obtuvo un reconocimiento por su participación en el Décimo Festival Internacional de la Primavera, en Trujillo, Perú. En 1980, la Asociación Mexicana de Periodistas de Radio y Televisión, (AMPRYT), le otorgó el Calendario Azteca de Oro, como Revelación Masculina. En 1981, fue Compositor Masculino Revelación en el Festival OTI. En el single de 1989 de la telenovela protagonizada por Eduardo Capetillo Morir para Vivir, fue incluida como lado B su creación Morir en paz, junto a la canción original de Erik Rubín. 
Se hizo famoso a nivel internacional por su interpretación del tema "Le llamaban loca" de José Luis Perales. También es reconocido por haber musicalizado poemas del mexicano Jaime Sabines: Me gustó que lloraras, Aguamarina, Mi corazón me recuerda, Horal.
Algunas de sus obras más conocidas son: Ariles de campanario, Gea tu piel de cobre, Pienso en ti, Mozambique, Veracruz, Ceniza y Fuego, y Latinoamericano, con esta última obtuvo el primer lugar en un festival internacional.

## Discografía
- 1980: Solo tú
- 1981: Cálido
- 1983: Ceniza y Fuego
- 1990: Bajo el Smog
- 2000: Ariles, música del Sotavento
- 2004: A esta hora[6][7][8]
- 2013: Es la sur
- 2018: BocArriba

## Intérpretes que han grabado temas de David Haro
- Eugenia León: Color morena la piel, Morir en paz, Ariles de Campanario, Aguamarina, La vida no es otra cosa, Piano de Genoveva esta última, musicalización del poema de Ramón López Velarde .[9]
- Salvador Negro Ojeda: Ariles de campanario.[10]
- Lila Downs: Mi corazón me recuerda, Dulce capricho, Vieja la Noche, Gea
- Cordavento: Morir en paz, Oremos
- Marco Antonio Muñiz
- Willie Colón
- Gabriela Bojórquez
- Andy Montañés
- Susana Harp
- Alejandra Robles "La Laguna del Ostión"
- Georgina Hassan Ariles de campanario
- Fuensanta Méndez Ariles de campanario
- Nobuyo Yagui: Aguamarina, Yo no lo se de cierto, Y qué hay de atraz, Hablo de la esperanza